# Blincourt
Blincourt település Franciaországban, Oise megyében. Lakosainak száma 122 fő (2022. január 1.). Blincourt Moyvillers, Choisy-la-Victoire és Sacy-le-Petit községekkel határos.

## Népesség
A település népességének változása:
| Lakosok száma | 110  | 99   | 97   | 93   | 101  | 108  | 116  | 119  | 122  |
|               | 2013 | 2015 | 2016 | 2017 | 2018 | 2019 | 2020 | 2021 | 2022 |